# Francesco Barberini (cardinale 1690)
Francesco Barberini (Roma, 12 novembre 1662 – Roma, 17 agosto 1738) è stato un cardinale e vescovo cattolico italiano.

## Biografia

### Infanzia

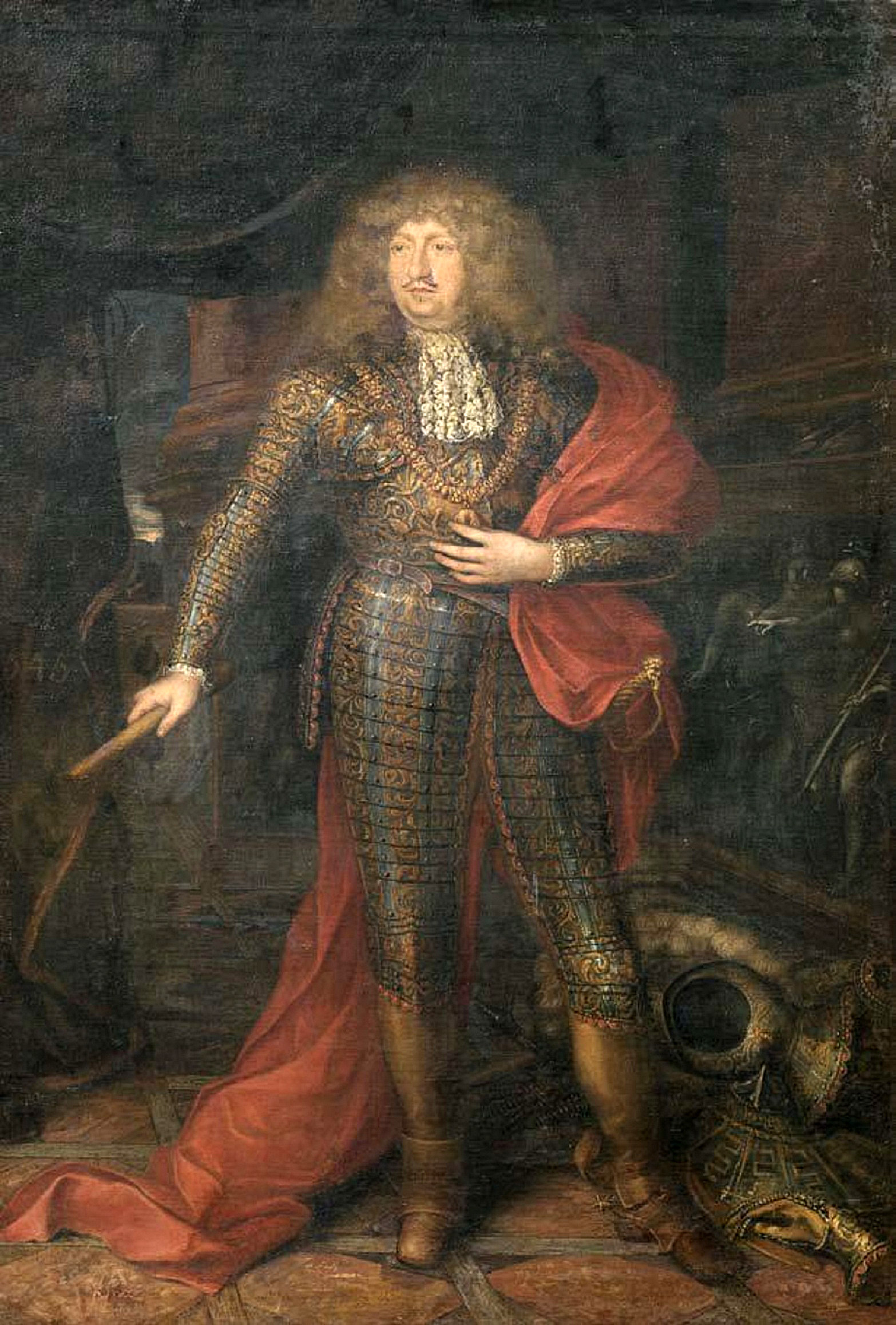
Ritratto di Maffeo Barberini, II principe di Palestrina in armatura con il collare del Toson d'oro del XVII secolo

Nato a Roma il 12 novembre 1662, da Maffeo Barberini e Olimpia Giustiniani, era il pronipote dell'omonimo cardinale.

### Carriera ecclesiastica

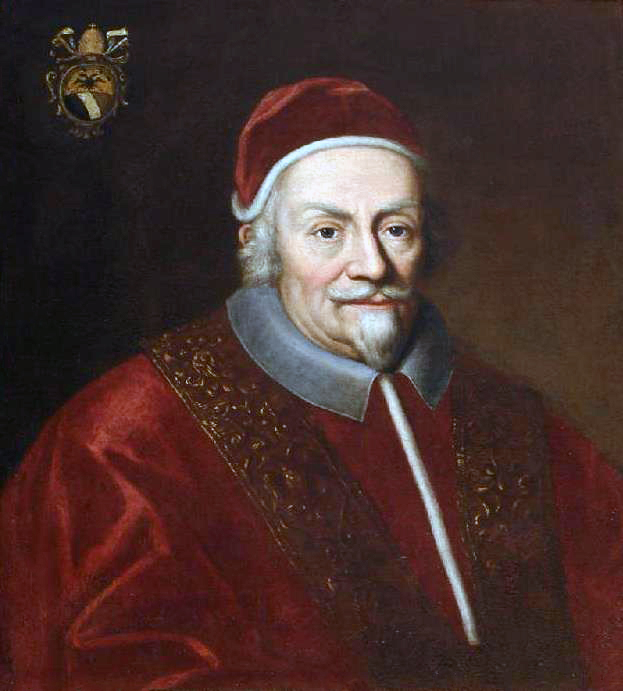
Papa Alessandro VIII

Papa Alessandro VIII lo elevò al rango di cardinale nel concistoro del 13 novembre 1690 e ricevette la diaconia di Sant'Angelo in Pescheria il 27 novembre dello stesso anno.
Nel 1704 fu nominato abate commendatario di Farfa e Subiaco.
Il 6 maggio 1715 optò per l'ordine dei presbiteri e ricevette il titolo di San Bernardo alle Terme Diocleziane.
Fu ordinato presbitero il 15 settembre 1715.
L'11 maggio 1718 optò per il titolo di Santa Prassede.
Il 3 marzo 1721 optò per l'ordine dei vescovi e ebbe la sede suburbicaria di Palestrina. Il 16 marzo dello stesso anno fu ordinato vescovo dal cardinale Fabrizio Paolucci.
Il 22 giugno 1726 fu nominato prefetto della Congregazione dei vescovi e regolari.
Il 1º luglio 1726 optò per le sedi suburbicarie di Ostia e Velletri.

### Morte
Morì a Roma il 17 agosto 1738 all'età di 75 anni e fu sepolto nella chiesa di Sant'Andrea della Valle e in seguito trasferito nella chiesa di Santa Rosalia a Palestrina.

## Conclavi
Durante il suo cardinalato Francesco Barberini partecipò ai seguenti conclavi:
- conclave del 1691, che elesse papa Innocenzo XII
- conclave del 1700, che elesse papa Clemente XI
- conclave del 1721, che elesse papa Innocenzo XIII
- conclave del 1724, che elesse papa Benedetto XIII
- conclave del 1730, che elesse papa Clemente XII

## Genealogia episcopale e successione apostolica
La genealogia episcopale è:
- Cardinale Scipione Rebiba
- Cardinale Giulio Antonio Santori
- Cardinale Girolamo Bernerio, O.P.
- Arcivescovo Galeazzo Sanvitale
- Cardinale Ludovico Ludovisi
- Cardinale Luigi Caetani
- Cardinale Ulderico Carpegna
- Cardinale Paluzzo Paluzzi Altieri degli Albertoni
- Cardinale Gaspare Carpegna
- Cardinale Fabrizio Paolucci
- Cardinale Francesco Barberini

La successione apostolica è:
- Cardinale Angelo Maria Querini, O.S.B.Cas. (1723)
- Vescovo Bartolomeo Castelli (1724)
- Vescovo Bonaventura Blasio, O.F.M.Conv. (1724)
- Cardinale Annibale Albani (1730)
- Arcivescovo Giovanni Antonio Foscarini, C.R.L. (1732)
- Vescovo Domenico Valguarnera, C.O. (1732)
- Vescovo Gennaro Maria Danza (1733)
- Vescovo Francesco Franco (1736)
- Vescovo Pierre Louis Jacquet (1737)

## Ascendenza
|                                             |                                                 |                                                   | Genitori                               |  |  | Nonni |  |  | Bisnonni                                |  |  | Trisnonni         |  |
|                                             |                                                 |                                                   |                                        |  |  |       |  |  | Carlo Barberini, I duca di Monterotondo |  |  | Antonio Barberini |  |
|                                             |                                                 |                                                   |                                        |  |  |       |  |  | Carlo Barberini, I duca di Monterotondo |  |  | Antonio Barberini |  |
|                                             |                                                 | Camilla Barbadori                                 |                                        |  |  |       |  |  | Carlo Barberini, I duca di Monterotondo |  |  |                   |  |
| Taddeo Barberini, I principe di Palestrina  |                                                 |                                                   |                                        |  |  |       |  |  | Carlo Barberini, I duca di Monterotondo |  |  |                   |  |
|                                             |                                                 | Costanza Magalotti                                | Vincenzo Magalotti                     |  |  |       |  |  |                                         |  |  |                   |  |
|                                             |                                                 | Costanza Magalotti                                | Vincenzo Magalotti                     |  |  |       |  |  |                                         |  |  |                   |  |
|                                             |                                                 | Costanza Magalotti                                | Clarice Capponi                        |  |  |       |  |  |                                         |  |  |                   |  |
| Maffeo Barberini, II principe di Palestrina |                                                 | Costanza Magalotti                                |                                        |  |  |       |  |  |                                         |  |  |                   |  |
|                                             |                                                 | Filippo I Colonna, IV principe di Paliano         | Fabrizio Colonna di Paliano            |  |  |       |  |  |                                         |  |  |                   |  |
|                                             |                                                 | Filippo I Colonna, IV principe di Paliano         | Fabrizio Colonna di Paliano            |  |  |       |  |  |                                         |  |  |                   |  |
|                                             |                                                 | Filippo I Colonna, IV principe di Paliano         | Anna Borromeo                          |  |  |       |  |  |                                         |  |  |                   |  |
| Anna Colonna                                |                                                 | Filippo I Colonna, IV principe di Paliano         |                                        |  |  |       |  |  |                                         |  |  |                   |  |
|                                             |                                                 | Lucrezia Tomacelli                                | Geronimo Tomacelli, signore di Galatro |  |  |       |  |  |                                         |  |  |                   |  |
|                                             |                                                 | Lucrezia Tomacelli                                | Geronimo Tomacelli, signore di Galatro |  |  |       |  |  |                                         |  |  |                   |  |
|                                             |                                                 | Lucrezia Tomacelli                                | Ippolita Ruffo                         |  |  |       |  |  |                                         |  |  |                   |  |
| Francesco Barberini                         |                                                 | Lucrezia Tomacelli                                |                                        |  |  |       |  |  |                                         |  |  |                   |  |
|                                             | Cassano Giustiniani de Banca, patrizio genovese | Andreolo Giustiniani de Banca, consignore di Chio |                                        |  |  |       |  |  |                                         |  |  |                   |  |
|                                             | Cassano Giustiniani de Banca, patrizio genovese | Andreolo Giustiniani de Banca, consignore di Chio |                                        |  |  |       |  |  |                                         |  |  |                   |  |
|                                             | Cassano Giustiniani de Banca, patrizio genovese | Luchina Ughetti                                   |                                        |  |  |       |  |  |                                         |  |  |                   |  |
| Andrea Giustiniani, I principe di Bassano   | Cassano Giustiniani de Banca, patrizio genovese |                                                   |                                        |  |  |       |  |  |                                         |  |  |                   |  |
|                                             |                                                 | Caterina de Bellis                                | Francesco de Bellis, principe di Chelm |  |  |       |  |  |                                         |  |  |                   |  |
|                                             |                                                 | Caterina de Bellis                                | Francesco de Bellis, principe di Chelm |  |  |       |  |  |                                         |  |  |                   |  |
|                                             |                                                 | Caterina de Bellis                                | Costanza Papardo                       |  |  |       |  |  |                                         |  |  |                   |  |
| Olimpia Giustiniani                         |                                                 | Caterina de Bellis                                |                                        |  |  |       |  |  |                                         |  |  |                   |  |
|                                             |                                                 | Pamphilio Pamphili                                | Camillo Pamphili                       |  |  |       |  |  |                                         |  |  |                   |  |
|                                             |                                                 | Pamphilio Pamphili                                | Camillo Pamphili                       |  |  |       |  |  |                                         |  |  |                   |  |
|                                             |                                                 | Pamphilio Pamphili                                | Maria Cancellieri del Bufalo           |  |  |       |  |  |                                         |  |  |                   |  |
| Anna Maria Flaminia Pamphili                |                                                 | Pamphilio Pamphili                                |                                        |  |  |       |  |  |                                         |  |  |                   |  |
|                                             |                                                 | Olimpia Maidalchini                               | Sforza Maidalchini                     |  |  |       |  |  |                                         |  |  |                   |  |
|                                             |                                                 | Olimpia Maidalchini                               | Sforza Maidalchini                     |  |  |       |  |  |                                         |  |  |                   |  |
|                                             |                                                 | Olimpia Maidalchini                               | Vittoria Gualterio                     |  |  |       |  |  |                                         |  |  |                   |  |
|                                             |                                                 | Olimpia Maidalchini                               |                                        |  |  |       |  |  |                                         |  |  |                   |  |